# قدیم الیک قشلاق
قدیم‌الیک قشلاق (به لاتین: Qədiməlikqışlaq) یک منطقه مسکونی در جمهوری آذربایجان است که در شهرستان خاچماز واقع شده‌است.